# Eutegaeus radiatus
Eutegaeus radiatus är en kvalsterart som beskrevs av Hammer 1966. Eutegaeus radiatus ingår i släktet Eutegaeus och familjen Eutegaeidae. Inga underarter finns listade i Catalogue of Life.